# USS Ross (DDG-71)
Pour les autres navires du même nom, voir USS Ross.
L’USS Ross (DDG-71) est un destroyer lance-missiles américain de la classe Arleigh Burke, en service depuis le 28 juin 1997. Il est nommé d'après l'officier de marine Donald K. Ross (1910-1992). Il a été construit au chantier naval Ingalls de Pascagoula dans l'État du Mississippi.

## Histoire du service
Dans la nuit du 6 au 7 avril 2017, il est l'un des deux navires (avec l'USS Porter) tirant un total de 59 missiles de croisière contre la base aérienne syrienne de Shayrat.